# Gordon Mckay

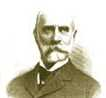
Gordon McKay

Gordon McKay (1821-1903) foi um empresário e filantropo americano nascido em Pittsfield (Massachusetts). McKay formou-se como um engenheiro, trabalhou em uma estrada de ferro e então no Canal de Erie antes de comprar uma loja de máquinas. Em torno de 1844, ele estabeleceu seu negócio, que cresceu ao ponto de empregar mais de 100 homens. Mais tarde, ele conheceu J.C.Hoadley, um futuro parceiro nos negócios que seria reconhecido por criar motores a vapor portáteis. Eventualmente, a empresa que Gordon estabeleceu tornou-se conhecida como McKay e Hoadley.
Em 1852, a oficina foi movida para a cidade de moinho Lawrence (Massachusetts), onde McKay eventualmente se tornou o tesoureiro da Loja de Máquinas Lawrence. Lá, ele conheceu Lyman Reed Blake, que teria recebido a aprovação do governo dos Estados Unidos para patentear sua máquina de costura que ajudaria a juntar as solas dos sapatos às partes de cima. Essa primeira máquina de costura ajudou a facilitar a produção de sapatos de baixo custo por eliminar o trabalho pesado que era a costura à mão. Blake vendeu a patente a Gordon McKay um ano mais tarde por US$ 8.000 em dinheiro e uma adição de US$ 62.000 como participação nos lucros futuros, além disso, ele foi empregado e trabalhou para McKay de 1861 a 1874. McKay fez melhorias ao sistema de Blake que era consideravelmente pesado, e com a chegada da Guerra Civil Americana, sua empresa, a Gordon McKay Shoe Machinery Company, lucrou fortemente graças à manufatura das muito desejadas botas. Uma das ideias de McKay foi alugar suas máquinas ao invés de simplesmente vendê-las, coletando uma pequena quantidade de royalties por cada par de sapatos feito com seu equipamento, o que durante os anos o ajudou a acumular uma riqueza considerável. Em 1876, McKay estava ganhando a quantia de US$ 500.000 por ano em royalties.
A empresa de McKay recebeu a assistência legal de Gardiner Greene Hubbard para tratar de seus licenciamentos e arranjos de royalties. Mais tarde, Gardiner tornou-se o primeiro presidente da Bell Telephone Company, empresa que evoluiu para se tornar a AT&T Corporation. Assim como a empresa de McKay, a Bell Telephone Company preferiu alugar seu produto ao invés de vendê-lo, produto que nesse caso era o serviço telefônico, e não os próprios telefones.

## Legado
McKay não foi graduado em Harvard, ele mal passou pelo ensino médio, mas foi um engenheiro autodidata que se tornou empresário através dos seus próprios esforços. O empreendedor tornou-se um amigo íntimo do professor de geologia de Harvard Nathaniel Southgate Shaler, que mais tarde se tornaria reitor da Escola Científica Lawrence em 1891. Em 1893, McKay adicionou ao seu testamento uma quantia inicial de 4 milhões de dólares direcionados à Harvard. Graças ao seu desejo de que houvesse um desenvolvimento de melhores treinamentos que resultariam em uma maior qualidade de educação para os próximos engenheiros, e sua amizade com Shaler além dos conselhos dados pelo mesmo em relação ao investimento de ouro, Gordon McKay deixou seu patrimônio para Harvard. A transferência total do patrimônio levou até 1949 para completar-se. Até então o valor completo equivalia a cerca de 16 milhões de dólares, o maior presente que Harvard havia recebido por uma só pessoa até então e hoje ainda é um dos mais generosos quando ajustado pela inflação.
Seu legado hoje sustenta mais de quarenta professores de engenharia e ciência aplicada, uma das mais significantes contribuições monetárias a salários acadêmicos. Os termos de seu testamento citam, em parte: "Eu peço que os salários ligados às posições dos professores mantidas pela doação continuem abundantes, geração após geração, de acordo com os padrões de cada geração seguinte, até o fim espero que essas posições sejam sempre atraentes aos homens capazes e que elas tenham o efeito de aumentar, de uma maneira sensata, a escala geral de compensação dada aos professores de universidades..."
Em Harvard, o Laboratório Gordon McKay de Ciência Aplicada recebeu este nome em homenagem ao Gordon. As posições que ele decidiu bancar com suas doações estão distribuídas pela Escola de Engenharia e Ciência Aplicada.